# Temascal
Temascal es una población del estado mexicano de Oaxaca, localizada al norte del estado, junto a la cortina de la Presa Miguel Alemán o Presa Temascal, es cabecera del municipio de San Miguel Soyaltepec.

## Historia

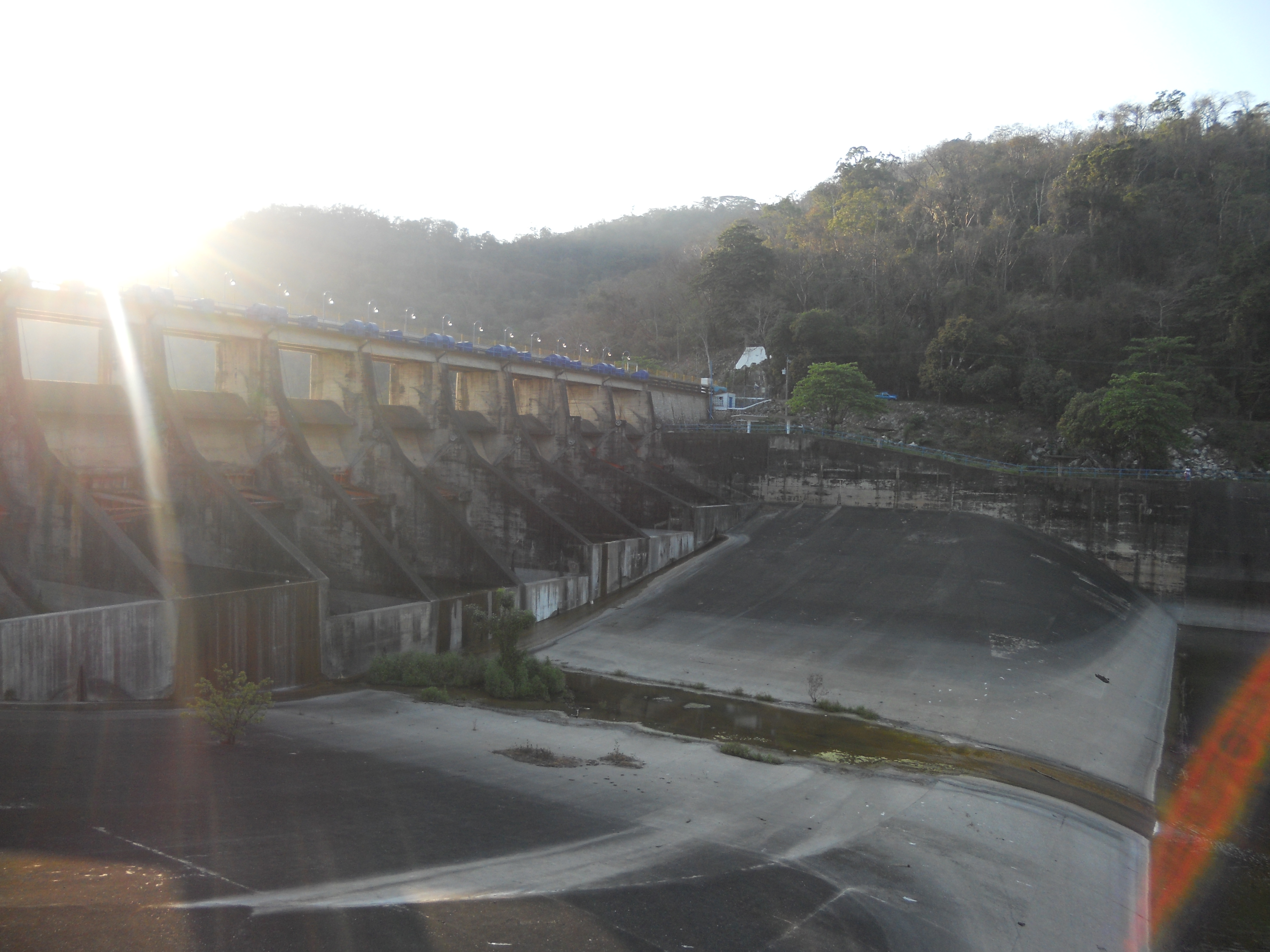
Compuertas de la presa Miguel Alemán

Temascal tiene su origen en la construcción de la Presa Miguel Alemán a partir de 1949, con el represamiento de las aguas del río Tonto una gigantesca extensión del territorio municipal de San Miguel Soyaltepec quedaría inundada, incluyendo a la cabecera municipal del mismo nombre —un sector quedó como una isla, conocida ahora como Isla del Viejo Soyaltepec— por lo que gran parte de la población tuvo que se reubicada a otras zonas del estado; en consecuencia, el 14 de junio de 1950 fue oficialmente fundado el nuevo pueblo de Temascal en el punto donde se construiría la cortina de la presa, convirtiéndose en el centro administrativo del proceso constructivo y asiento de gran parte de los trabajadores, una vez concluida permaneció como la nueva mayor población del municipio al llegar a ella parte de la población desplazada y el propio gobierno municipal que se estableció en la población, sin embargo, no sería hasta el 30 de junio de 1996 cuando el Congreso de Oaxaca declaró definitivamente a Temascal como cabecera municipal de San Miguel Soyaltepec.

## Localización y demografía

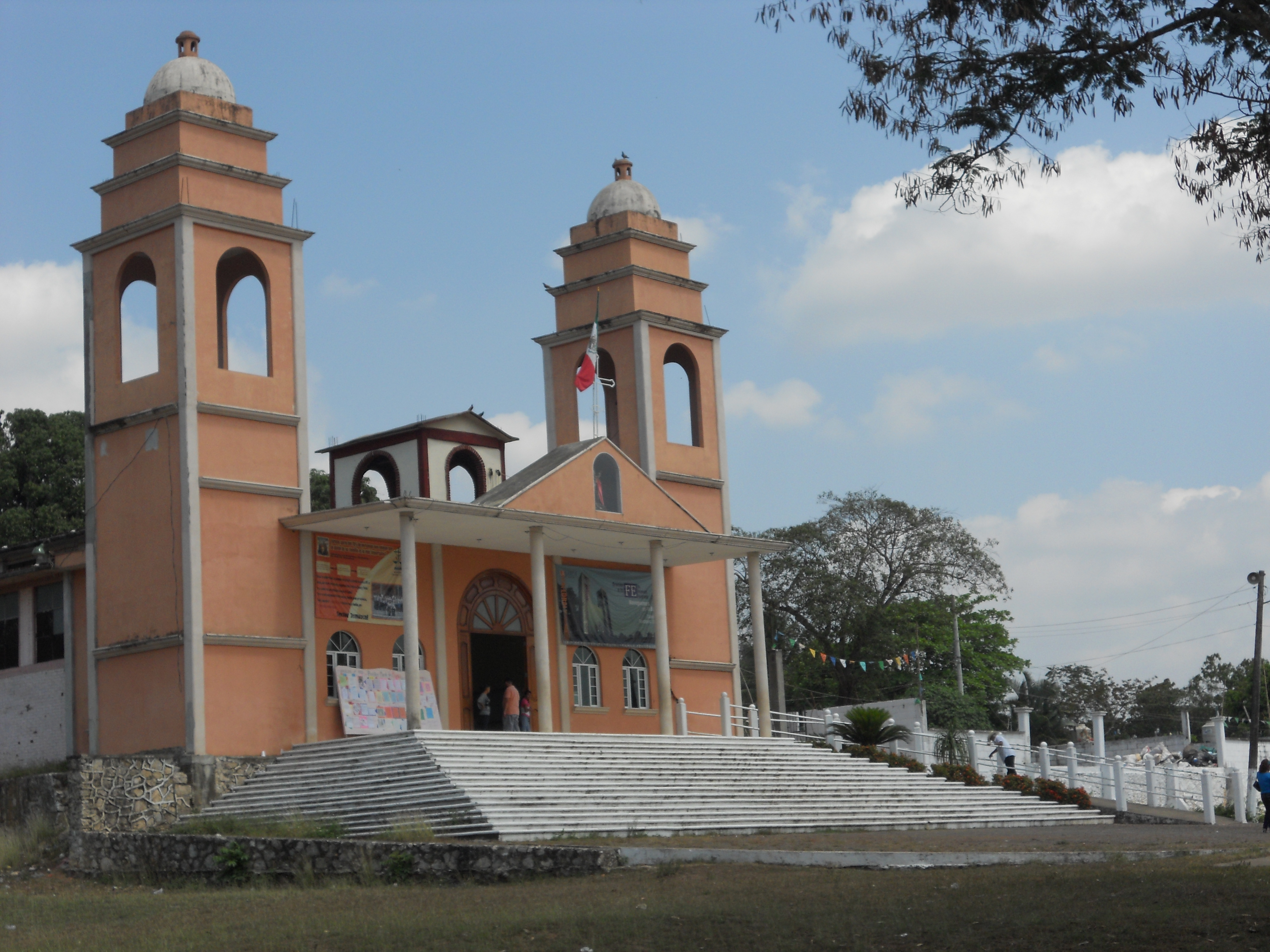
Iglesia en Temascal

Temascal se encuentra localizado en las coordenadas geográficas 18°14′22″N 96°24′11″O / 18.23944, -96.40306 y tiene una altitud de 35 metros sobre el nivel del mar y en la rivera del río Tonto, en el punto donde sale de la cortina de la Presa Miguel Alemán, su principal vía de comunicación es una carretera estatal que lo une hacia el norte con la población de Reforma y se une a la Carretera Federal 145 ya en territorio del estado de Veracruz, otra carretera secundaria parte de la carretera anterior mencionada y lo comunica con la ciudad de San Juan Bautista Tuxtepec, la principal de la región.
De acuerdo a los resultados del Censo de Población y Vivienda realizado por el Instituto Nacional de Estadística y Geografía en 2010, la población total de Temascal es de 6566 habitantes, de los que 3108 son hombres y 3458 son mujeres.